# Marián Vajda
Marián Vajda (nacido el 24 de marzo de 1965) es un extenista eslovaco.
Vajda nació en Považská Bystrica. Fue miembro del equipo olímpico de Checoslovaquia, y en 1992 compitió en los Juegos Olímpicos de Barcelona, siendo eliminado en la primera ronda por Gilad Bloom por 7-6,6-1,6-0. Él llegó a la tercera ronda del Torneo de Roland Garros 1991, ganó 2 títulos en singles y logró un récord personal del N° 34 del mundo en septiembre de 1987.
Vajda es un excapitán del equipo eslovaco de Copa Davis y de Copa Confederación. Desde junio de 2006 hasta 2022 ha sido el entrenador del tenista Novak Djokovic. El 18 de diciembre de 2013 se anunció que Boris Becker se convirtió en entrenador adjunto (junto a Vajda) de Djokovic. Por su gran éxito con el tenista serbio, Vajda ganó el premio al mejor entrenador por el Comité Olímpico de Serbia en 2010 y 2011.

## Títulos (2)

### Individuales (2)
| N.º | Fecha                    | Torneo  | Superficie | Oponente en la final | Resultado |
| --- | ------------------------ | ------- | ---------- | -------------------- | --------- |
| 1.  | 10 de agosto de 1987     | Praga   | Arcilla    | Tomáš Šmíd           | 6-1, 6-3  |
| 2.  | 19 de septiembre de 1988 | Ginebra | Arcilla    | Kent Carlsson        | 6-4, 6-4  |